# مطار بانتيليريا
مطار بانتيليريا (بالإيطالية: Aeroporto di Pantelleria)‏(إياتا: PNL، إيكاو: LICG) يقع 8 ميل بحري أو 15 كم جنوب تراباني، صقلية.

## شركات الطيران والوجهات
تقدم الشركات التالية رحلات إلى المطار:
| شركـات طيـران     | الوجهات                                                                                              |
| ----------------- | --- |
| AeroItalia        | موسمي: Forlì (تبدأ في 17 يونيو 2023)                                                                 |
| DAT               | مطار كاتانيا-فونتاناروسا، مطار باليرمو الدولي، مطار تراباني-بيرغي                                    |
| إيتا (شركة طيران) | موسمي: مطار ليناتي، مطار ليوناردو دا فينشي                                                           |
| فولوتيا           | موسمي: مطار بولونيا، مطار أوريو أل سيريو، مطار ليناتي، مطار نابولي، مطار البندقية ماركو بولو، Verona |

== مراجع ==
1. ↑  "معلومات عن مطار بانتيليريا على موقع geonames.org". geonames.org. مؤرشف من الأصل في 2019-12-13.
2. ↑  "Calendario Voli". 14 مارس 2013. مؤرشف من الأصل في 2023-04-05.
3. ↑  "Forlì : GoToTravel e GoToFly nel 2023 con 18 destinazioni". 12 يناير 2023. مؤرشف من الأصل في 2023-02-08.